# Гупер (Юта)
Гупер (англ. Hooper) — місто (англ. city) в США, в окрузі Вебер штату Юта. Населення — 9087 осіб (2020).

## Географія
Гупер розташований за координатами 41°9′52″ пн. ш. 112°20′44″ зх. д. / 41.16444° пн. ш. 112.34556° зх. д. (41.164496, -112.345424).  За даними Бюро перепису населення США в 2010 році місто мало площу 231,77 км², з яких 69,62 км² — суходіл та 162,15 км² — водойми.

## Демографія
Згідно з переписом 2010 року, у місті мешкало 7218 осіб у 2082 домогосподарствах у складі 1824 родин. Густота населення становила 31 особа/км².  Було 2156 помешкань (9/км²).
Расовий склад населення:
| - 94,6 % — білих - 0,9 % — азіатів - 0,6 % — корінних американців - 0,4 % — чорних або афроамериканців - 0,1 % — вихідців з тихоокеанських островів - 1,5 % — осіб інших рас |

До двох чи більше рас належало 1,8 %. Частка іспаномовних становила 5,3 % від усіх жителів.
За віковим діапазоном населення розподілялося таким чином: 35,0 % — особи молодші 18 років, 58,3 % — особи у віці 18—64 років, 6,7 % — особи у віці 65 років та старші. Медіана віку мешканця становила 30,5 року. На 100 осіб жіночої статі у місті припадало 102,8 чоловіків;  на 100 жінок у віці від 18 років та старших — 104,2 чоловіків також старших 18 років.
Середній дохід на одне домашнє господарство  становив 91 153 долари США (медіана — 87 965), а середній дохід на одну сім'ю — 96 976 доларів (медіана — 93 220). Медіана доходів становила 62 474 долари для чоловіків та 43 311 долар для жінок. За межею бідності перебувало 2,8 % осіб, у тому числі 2,9 % дітей у віці до 18 років та 4,6 % осіб у віці 65 років та старших.
Цивільне працевлаштоване населення становило 3751 особа. Основні галузі зайнятості: освіта, охорона здоров'я та соціальна допомога — 17,8 %, публічна адміністрація — 16,5 %, виробництво — 14,8 %.